# NK Oštrc Zlatar
NK Oštrc je nogometni klub iz Zlatara. Trenutačno se natječe u 1. ŽNL Krapinsko-zagorskoj.
Osnovan je 1922.
Sezone 2015./16. bio je sudionik Hrvatskog nogometnog kupa. U pretkolu kupa je rezultatom 1:0 pobijedio Mosor iz Žrnovnice. Kasnije ga je ždrijeb spojio s braniteljem naslova Dinamom iz Zagreba te je rezultatom 7:1 izbačen iz Hrvatskog kupa, iako je na poluvremenu rezultat bio 1:1.